# Иранска монархия
Иранската монархия се е преобразила много през вековете, от времето на Персийската империя до съвременен Иран.
Според иранската йерархия, владетелската титла шахиншах (в превод: шах на шаховете) е еднаква с тази император. Женският вариант на титлата е шахбану откакто в Персия навлиза ислямът, докато през 1967 Фара Пахлави не е коронясана за императрица.
По своята същност Персия е абсолютна монархия. Модерната иранска монархия се заражда при идването на власт на шах Исмаил I и започването на Сефевидската династия.

## Династии
Династии, царували в Персия и Иран.
| Династия/Царство                                                           | Период               |
| -------------------------------------------------------------------------- | -------------------- |
| Мидийски царе                                                              | 728 – 550 г.пр.Хр.   |
| Ахемениди                                                                  | 559 – 330 г.пр.Хр.   |
| Елинистично царство на Александър Велики и Селевкидите                     | 330 – 247 г.пр.Хр.   |
| Партски период (Аршакиди)                                                  | 247 BCE–224 г.пр.Хр. |
| Сасаниди                                                                   | 224 г.пр.Хр. – 651   |
| Арабско завоевание                                                         | 640 – 829            |
| Междинен период (включва династиите Тахириди, Саманиди, Газневиди и Буиди) | 821 – 1055           |
| Селджуци                                                                   | 1038 – 1157          |
| Монголи (основно Илханиди (1256 – 1353))                                   | 1220 – 1335          |
| Тимуриди и османски турци                                                  | 1380 – 1501          |
| Сефевиди                                                                   | 1502 – 1736          |
| Афганска династия                                                          | 1723 – 36            |
| Афшаридска династия                                                        | 1736 – 47            |
| Зандска династия                                                           | 1750 – 79            |
| Каджар                                                                     | 1794 – 1925          |
| Пахлави                                                                    | 1925 – 79            |